# Ricardo Porro
Ricardo Porro Hidalgo (Camagüey, noviembre de 1925 - París, 25 de diciembre de 2014) fue un arquitecto cubano, afincado en Francia.

## Biografía

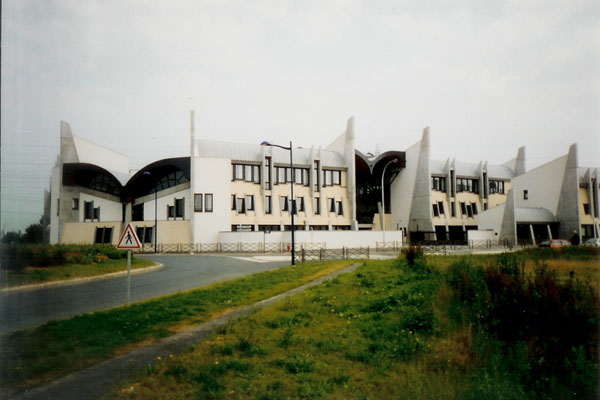
collège de Cergy-le-Haut

Se graduó de arquitecto en la Universidad de La Habana en 1949 y construyó este año su primer proyecto Villa Armenteros en La Habana, tras lo cual pasó dos años en estudios de postgrado en el Instituto de Urbanismo de la Sorbona. Al volver a Cuba, en 1952, concibió y realizó en La Habana una serie de obras de arquitectura: Villa Ennis (1953), Villa San Miguel (1953), Villa Villegas (1953), La Casa García (1954), la casa Abbot-Villegas (1954) y Timothy Ennis (1957) su obra adquirieron tendencias orgánicas distintivas. Estas residencias son parte de las obras más importantes del movimiento de arquitectura moderna en Cuba, junto con las de otros jóvenes arquitectos de su generación como Frank Martínez, Nicolás Quintana, Manuel Gutiérrez, Emilio del Junco, entre otros.
En 1957, Porro publicó un artículo polémico, El sentido de la Tradición, pidiendo una arquitectura cubana que reconociese las especificidades de la cultura y de la historia - "una arquitectura negra". Poco después, el apoyo de Porro a la Revolución Cubana le generó complicaciones, y él se vio obligado a exiliarse cuando se descubrieron sus actividades subversivas tras la fracasada huelga general del año 1957. Ricardo Porro se trasladó a Caracas, donde fue contratado como profesor del urbanismo y la arquitectura en la recién inaugurada (1954) Facultad de Arquitectura y Urbanismo de la Universidad Central de Venezuela. Enseñó allí junto con el arquitecto venezolano importante y teórico Carlos Raúl Villanueva, así como Wifredo Lam, que hizo en 1957, uno de los murales del campus de la Universidad.
Trabajó en el proyecto Banco Obrero liderado por el arquitecto Carlos Raúl Villanueva. Mientras que en Venezuela, Porro reunió a dos arquitectos expatriados italianos: Roberto Gottardi y Vittorio Garatti. Después de la victoria de la Revolución Cubana, Porro regresó a Cuba y en 1960 fue designado por Fidel Castro como jefe de diseño para las nuevas Escuelas Nacionales de Arte de La Habana. Porro invitó Gottardi y Garatti a unirse a él en el proyecto, para la que diseñó la Escuela de Danza Moderna y la Escuela de Artes Plásticas.
En 1966, Porro huyó en el exilio a Francia después de un realineamiento político en Cuba, un cambio que considera la arquitectura y los arquitectos de Escuelas Nacionales de Arte de Cuba a ser un contador políticamente incorrecto en el estilo del edificio funcionalista soviético que fue ganando rápidamente una posición dominante en el país. Una vez en Europa, Porro impartió clases en París, Lille y Estrasburgo en historia del arte y la arquitectura.
Desde 1966, Ricardo Porro participó en importantes concursos de arquitectura como el Palais de l'air et de l'espace (París), y la planificación urbana de la Universidad de Villetaneuse, en colaboración con el arquitecto polaco André Mrowiec. Su primera obra de arquitectura construida en Europa fue en 1969, cuando, a petición de Robert Altman, un importante filántropo y coleccionista de arte, concibió el centro de L'Or du Rhin en Vaduz, Liechtenstein.
Después de esta primera obra, y en paralelo a su trabajo como escultor y pintor, Porro comenzó a trabajar y lograr numerosos proyectos de arquitectura y urbanismo: La Casa de la Juventud, en Vaduz, así como un centro de vacaciones en la isla de Vela Luka, Yugoslavia , y la villa Isfahán, Irán, 1975.
También colaboró en obras arquitectónicas extensas en Francia desde el 1986s hasta la primera década del siglo 21 asociado con el arquitecto francés Renaud de la Noue, en particular las instituciones educativas en Ile-de-France.